# Эрмитаж
Эрмита́ж (от фр. ermitage — место уединения, келья, приют отшельника, затворничество), Госуда́рственный Эрмита́ж (до 1917 года — Императорский Эрмитаж) — российский государственный художественный и культурно-исторический музей в Санкт-Петербурге, одно из крупнейших в мире учреждений подобного рода.
Главный музейный комплекс Эрмитажа расположен в историческом центре Санкт-Петербурга, включает в себя шесть связанных между собой зданий — Зимний дворец, Запасной дом Зимнего дворца, Малый Эрмитаж, Большой (Старый) Эрмитаж, Новый Эрмитаж и Эрмитажный театр. В них открыты для посещения 365 залов. Также в распоряжении музея находятся Главный штаб, Музей Императорского фарфорового завода, реставрационно-хранительский центр «Старая Деревня» и Меншиковский дворец. Общая площадь помещений (зданий) Эрмитажа составляет 233 345 м², экспозиционно-выставочная площадь — 100 000 м².
Современная коллекция музея насчитывает около трёх миллионов произведений искусства и памятников мировой культуры, собранных начиная с каменного века и до нашего столетия. В составе коллекции — живопись, графика, скульптура и предметы прикладного искусства, археологические находки и нумизматический материал.
Эрмитаж возник как частная коллекция произведений искусства, приобретавшихся в частном порядке российской императрицей Екатериной II с начала её царствования. Первоначально это собрание размещалось в главной императорской резиденции в специальном дворцовом флигеле — Эрмитаже (в современном комплексе — Малый Эрмитаж) — откуда и закрепилось общее название будущего музея. В 1852 году из сильно разросшейся коллекции был сформирован и открыт для посещения публичный музей, расположившийся в специально для этого построенном здании Нового Эрмитажа.
Государственный Эрмитаж входит в десятку самых посещаемых художественных музеев мира. По результатам 2018 года он занял 9-е место по посещаемости среди музеев мира (в 2018 году там побывали 4,2 миллиона человек). В 2019 году Эрмитаж принял 4 956 524 посетителя, заняв 8-е место среди самых посещаемых художественных музеев мира. Согласно данным 2021 года музей занял 6-е место в мире с 1 649 443 посетителями. В 2022 году музейный комплекс посетили примерно 2,6 млн человек.

## История

### Коллекция Екатерины Великой
Картинная галерея Императорского Эрмитажа возникла в 1764 году как частное собрание Екатерины II, после того, как ей были переданы из Берлина 317 ценных картин (по расхожим слухам их было лишь 225) общей стоимостью в 183 тысячи талеров из частной коллекции живописи коммерсанта Иоганна Эрнеста Гоцковского (1710—1775), в счёт его долга, возникшего из-за неудачной попытки поставки зерна в русскую армию, при участии князя Владимира Сергеевича Долгорукова. Среди них были полотна таких мастеров, как Дирк ван Бабюрен, Хендрик ван Бален, Рембрандт ван Рейн, Питер Пауль Рубенс, Якоб Йорданс, Антонис ван Дейк, Хендрик Гольциус, Франс Хальс, Ян Стен, Геррит ван Хонтхорст и другие произведения, в основном голландско-фламандской школы первой половины XVII века. Эти полотна стали основой, на которой сформировался музей. Из 317 картин, переданных в Россию в 1764 году, сегодня в Эрмитаже хранится по меньшей мере 96 полотен. Поначалу большинство картин размещалось в уединённых апартаментах дворца (ныне Малый Эрмитаж). Впоследствии апартаменты получили название «Эрмитаж».
В 1769 году при содействии князя Андрея Михайловича Белосельского-Белозерского в Дрездене для Эрмитажа была приобретена за 90 000 рублей коллекция скончавшегося графа Генриха фон Брюля — бывшего первого министра короля польского и курфюрста саксонского Августа III. Коллекция насчитывала около 600 картин голландских, фламандских, французских и итальянских художников, в том числе пейзаж Тициана «Бегство в Египет», виды Дрездена и Пирны кисти Беллотто и другие.
Очень большое значение для Эрмитажа имела в 1772 году покупка Екатериной при посредничестве князя Д. А. Голицына в Париже коллекции живописи барона Пьера Кроза — самой замечательной в Париже того времени после галереи герцогов Орлеанских. Это собрание, включавшее около 400 первоклассных полотен, во многом предопределило «лицо» картинной галереи. Преобладали картины итальянских, французских, фламандских и голландских мастеров XVI—XVIII века. В их числе — «Святое Семейство» Рафаэля, «Юдифь» Джорджоне, «Даная» Тициана, картины Рембрандта, произведения Рубенса, Ван Дейка, Джамбаттиста Питтони, Пуссена, пейзажи Клода Лоррена и работы Ватто.
Коллекция живописи британского премьер-министра Уолпола, приобретённая в 1779 году, добавила ряд шедевров Рембрандта (среди них «Жертвоприношение Авраама» и «Немилость Амана») и группу портретов кисти Ван Дейка. Импульсом к развитию графического собрания послужило приобретение в 1768 году более 5 тысяч рисунков из коллекции Кобенцля в Брюсселе, в которой находился «Портрет неизвестного» работы Жана Фуке. В 1781 году в Париже была куплена коллекция графа Бодуэна, состоявшая из 119 картин, в числе которых девять полотен Рембрандта и шесть портретов кисти Антониса ван Дейка.
Ещё одним значительным приобретением стала коллекция английского банкира Лайд-Брауна, включавшая античные статуи и бюсты, в том числе скульптуру Микеланджело «Скорчившийся мальчик».
Из-за недостатка (малого размера) первоначального помещения архитектором Фельтеном в 1771—1787 годах строится здание Большого Эрмитажа.
В 1787 году в Париже была куплена коллекция резных камней герцога Орлеанского. Кроме того, Екатерина заказывала работы Шардену, Гудону, Рёнтгену и другим мастерам. Ею же были приобретены библиотеки Вольтера и Дидро. В посмертной описи имущества Екатерины 1796 года перечисляются 3996 картин. Таким образом, только за время царствования Екатерины II в России, где до этого не было ни одного сколько-нибудь значительного собрания живописи (покупать европейскую живопись для украшения своих дворцов начал ещё Пётр I), появилась уникальная галерея.

### Эрмитаж в первой половине XIX века
В правление Александра I и Николая I закупаются уже не только коллекции, но и отдельные произведения художников, чьи работы отсутствовали в Эрмитаже. В Риме на распродаже коллекции Джустиниани через Виван-Денона были приобретены «Лютнист» Караваджо и «Госпожа со служанкой» П. де Хоха. В 1819 году была куплена «Мадонна в пейзаже», приписываемая кисти Джорджоне. Жозефина Богарне подарила Александру I камею Гонзага, а после её смерти была приобретена и вся галерея дворца Мальмезон, происходившая в основном из Касселя. Ещё одной вехой для музея стало приобретение собрания испанской живописи Кузвельта (1814).
Николай I, реализовавший идею превращения Эрмитажа в публичный музей, внёс существенный вклад в пополнение картинной галереи Эрмитажа. На второй распродаже коллекции Кузвельта был куплен шедевр Рафаэля «Мадонна Альба» и «Три Марии у склепа Христа» Аннибале Карраччи. В 1845 году по завещанию Татищева к собранию приобщились диптих Робера Кампена «Троица. Богоматерь у камина», ранний диптих ван Эйка «Распятие. Страшный Суд» и другие работы старых мастеров. Примерно тогда же на аукционе коллекции короля Нидерландов Виллема II были приобретены «Благовещение» ван Эйка, «Пьета» Себастьяно дель Пьомбо и «Снятие с креста» Госсарта. В Венеции купили работы мастеров итальянского Ренессанса, в том числе шедевры Тициана (например, «Несение креста») и Пальмы Веккьо.

### Хранители коллекций в XIX и XX веках
Огромный вклад в изучение и каталогизацию коллекции картинной галереи Императорского Эрмитажа, проработав хранителем картин и рисунков, а затем и старшим хранителем Эрмитажа в общей сложности 22 года, внёс Андрей Иванович Сомов. Считается, что он положил начало новому этапу в истории русского искусствознания второй половины XIX — начала XX веков. Среди картин этого периода есть важная работа — портрет Николая Юсупова, написанный итальянским мастером Винченцо Петрочелли (1851).

### Открытие публичного музея
До середины XIX века Эрмитаж полностью соответствовал своему названию (от фр. Ermitage — уединённое место, приют отшельника), поскольку посещать музей могли лишь избранные. Так, А. С. Пушкин смог получить пропуск только благодаря рекомендации В. А. Жуковского, служившего наставником у сына императора. Эрмитаж был открыт для публики при императоре Николае I 5 (17) февраля 1852 года в специально построенном для этой цели здании Нового Эрмитажа. Тогда он насчитывал богатейшие коллекции памятников древневосточной, древнеегипетской, античной и средневековой культур, искусства Западной и Восточной Европы, археологических и художественных памятников Азии, русской культуры VIII—XIX веков. К 1880 году посещаемость музея достигла 50 000 человек в год.
В XIX веке в Эрмитаж начинают систематически поступать произведения русских живописцев, чему во второй половине столетия способствовала деятельность А. И. Сомова, титаническим трудом которого были исследованы и каталогизированы произведения живописи и рисунков, проведена работа по пополнению фондов благодаря дарению и закупки у отечественных коллекционеров и некоторых музеев. Результатом работы Сомова стал изданный им «Каталог Картинной галереи Эрмитажа» итальянской и испанской живописи. Приказом по министерству императорского двора он был назначен старшим хранителем по отделу картин, рисунков и гравюр Императорского Эрмитажа. В 1895 году часть произведений русских художников были переданы Русскому музею. В музей передаются материалы археологических раскопок, значительно обогатившие его отдел. К началу XX века в музее хранились уже тысячи полотен, затем в его коллекции появились и новые произведения искусства. Таким образом, Эрмитаж стал центром русского искусствознания и в жизни Эрмитажа пришла новая эра.
В то же время с возникновением научного подхода к искусствоведению немало картин, которые приобретались императорами за огромные деньги как работы Рафаэля или Леонардо да Винчи, были переатрибутированы как работы их учеников.
После падения императорской власти Эрмитаж претерпел существенные преобразования. Музей значительно обогатился за счёт национализированных частных коллекций и собрания Академии художеств. Поступили в числе прочего работы Боттичелли, Андреа дель Сарто, Корреджо, Ван Дейка, Рембрандта, Кановы, Энгра, Делакруа. Из основного собрания Зимнего дворца музей получил множество предметов интерьера, а также преподнесённые Надир-Шахом сокровища Великих Моголов.
В 1932—1933 годах аспирант, позже — руководитель отдела нумизматики Н. В. Алабышев пополнил коллекцию китайских серебряных ямбов, спас от переплавки 515 экземпляров.
В результате закрытия Музея нового западного искусства в 1948 году и очередного перераспределения культурного наследия между музеями Ленинграда и Москвы в Эрмитаж влились части московских собраний Сергея Щукина и Ивана Морозова. Если до революции в музее были представлены только работы старых мастеров, исполненные не позднее XVIII века, то теперь хронологические рамки коллекции значительно расширились благодаря работам импрессионистов, Сезанна, Ван Гога, Матисса, Пикассо и других художников новых направлений.
Вместе с тем имели место и тяжёлые потери. Императорская рентерия (или Бриллиантовая комната) Зимнего Дворца была переведена в московский Кремль, послужив основой для Алмазного Фонда. Часть собрания живописи старых мастеров (в том числе некоторые работы Тициана, Кранаха, Веронезе, Рубенса, Рембрандта, Пуссена) была передана в московский Музей изобразительных искусств.
Непоправимый урон собранию нанесли распродажи в 1929—34 годах, в результате которых 48 шедевров навсегда покинули Россию. Эрмитаж лишился единственного произведения Ван Эйка, лучших вещей Рафаэля, Боттичелли, Хальса и ряда других старых мастеров.
Во время Великой Отечественной войны основная часть собрания Эрмитажа (более 1,2 миллиона единиц) была двумя эшелонами эвакуирована на Урал, в город Свердловск, и хранилась в Ипатьевском доме. Ответственным хранителем коллекции в эвакуации был назначен Владимир Левинсон-Лессинг. Подвалы зданий Эрмитажа превратились в бомбоубежища, и как музей он не функционировал. Однако сотрудники Эрмитажа продолжали вести научную работу и даже устраивали лекции по искусствоведению. Ещё до окончания войны в залах музея начались восстановительные работы, а вскоре после победы в Ленинград вернулись все эвакуированные культурные ценности и Эрмитаж был снова открыт для посетителей. Ни один экспонат не был утерян за время войны, и лишь небольшую их часть потребовалось реставрировать.
По окончании войны в Эрмитаж поступило трофейное искусство из музеев Берлина, включая Пергамский алтарь и ряд экспонатов Египетского музея. В 1954 году была организована постоянная выставка этих поступлений, после чего советское правительство по просьбе правительства ГДР согласилось вернуть их в Берлин, что и было осуществлено в 1958 году.
В начале 1957 года открылся для посетителей третий этаж Зимнего дворца, где были выставлены произведения из Музея нового западного искусства.

### Постсоветский период
Сразу после падения «железного занавеса» Эрмитаж первым из российских музеев объявил о том, что в его запасниках хранятся «трофейные» произведения импрессионистов и неоимпрессионистов, которые с момента окончания войны считались утраченными. Среди них — ранее не представленные в Петербурге своими живописными работами Домье, Мане, Сёра и Тулуз-Лотрек. Впоследствии эти картины (включая такие значительные произведения, как «Белый дом ночью» Ван Гога и «Площадь Согласия» Э. Дега) пополнили постоянную экспозицию музея.
В постсоветское время Эрмитаж стал предпринимать усилия по заполнению лакун в собрании искусства XX века. С помощью эндаумент-фонда в конце 1990-х годов были приобретены работы Утрилло, Руо, Сутина и других авторов, прежде не представленных в музеях России. Был организован Международный фонд друзей Эрмитажа. В 2002 году экспозиция пополнилась одной из версий «Чёрного квадрата» Малевича. В 2006 году заработал Проект Эрмитаж 20/21, направленный на показ и приобретение современного искусства.
В июле 2006 году обнаружилась пропажа 221 экспоната небольшого размера (ювелирные изделия, православные иконы, столовое серебро, эмалированная посуда и т. д.). О краже заявил директор Эрмитажа М. Пиотровский на специально созванной пресс-конференции. В хищении заподозрили одну из сотрудниц музея, которая незадолго до этого скончалась от сердечного приступа. Как показало следствие, в хищении принимали участие она и её родственники. В 2006—2007 годах часть похищенных вещей удалось вернуть.
В 2016 году открыт дополнительный вход в главный комплекс для посетителей с интернет-билетами через Шуваловский проезд. Входная зона разместилась в бывших императорских конюшнях.
Весной 2020 года, на фоне карантина, вызванного пандемией COVID-19 в России, Эрмитаж запустил онлайн-трансляции своих экскурсий на разных языках. В течение двух недель музей собрал более 10 млн виртуальных посетителей со всего мира. По словам М. Пиотровского, в период карантина музею фактически удалось создать своё собственное телевидение.
23 июня 2022 года ФГБУК «Государственный Эрмитаж» ввёл годовой мораторий на выставки в Европе и США.
В марте 2025 года Эрмитаж ввёл бесплатные дни посещения музея по праздникам в каждом месяце вместо фиксированных дней для бесплатного посещения.

## Коллекция
Экспозиция музея показывает развитие мирового искусства с каменного века до конца XX столетия.
Большое значение имеет собрание первобытного искусства и археологических культур с территории бывшего СССР, особенно богатейшая в мире коллекция т. н. скифского золота, уникальные находки из курганов Пазырыка, памятники других культур Великой Степи. Представлены так называемые «палеолитические Венеры» из села Костёнки, многочисленные образцы керамики, бронзовое литьё, каменные плиты с петроглифами.
Картинная галерея «старых мастеров» отражает академические вкусы собирателей — российских императоров. В годы формирования собрания особенно ценились флорентийцы Высокого Возрождения, болонская школа, «малые голландцы», круг Рубенса и Тьеполо, французские классицизм и рококо. Итальянские и старонидерландские «примитивы», испанская и английская школы живописи при этом оказывались на периферии. С этим связана известная неполнота коллекции — отсутствие в ней произведений таких великих, центральных для развития живописи мастеров, как Дуччо, Джотто, Мазаччо, Пьеро делла Франческа, Мантенья, Ван Эйк, Мемлинг, Босх, Грюневальд, Дюрер, Гольбейн, Брейгель, Вермеер.
Среди жемчужин собрания старой европейской живописи: татищевский диптих Робера Кампена, «Мадонна Бенуа» Леонардо да Винчи, «Юдифь» Джорджоне, «Женский портрет» Корреджо, «Святой Себастьян» Тициана, «Лютнист» Караваджо, «Возвращение блудного сына» Рембрандта, «Дама в голубом» Гейнсборо. Музей обладает богатыми собраниями картин Рубенса, Рембрандта, Ван Дейка, Пуссена, Тициана, Веронезе, Клода Лоррена и других.
- Створка диптиха Робера Кампена, поступившего в Эрмитаж из татищевского собрания (приписывался Ван Эйку)
- Леонардо да Винчи
 «Мадонна Бенуа»
- Леонардо да Винчи «Мадонна Литта»
- Джорджоне
 «Юдифь»
- Корреджо
 «Женский портрет»
- Рембрандт
 «Возвращение блудного сына»

## Здания
Пять зданий, связанные друг с другом на Дворцовой набережной, составляют Главный музейный комплекс Эрмитажа:
|  |

|  |

|  |

|  |

|  |

Также в комплекс зданий Государственного Эрмитажа включены служебные постройки:
- Запасной дом Зимнего дворца (1726—1742, 1830, 1878)
- Эрмитажный гараж (1911, архитектор Николай Крамской)

Помимо комплекса зданий на Дворцовой набережной, в распоряжении Государственного Эрмитажа находятся следующие объекты:
- Меншиковский дворец (1710—1720, архитекторы Джованни Мария Фонтана, Готфрид Иоганн Шедель)
- Восточное крыло Главного штаба (1819—1829, архитектор Карл Росси). Там располагались экспозиции: «Французское искусство XX века», «Под знаком орла. Искусство ампира», «Искусство модерна» и Музей гвардии. 17 декабря 2011 года в здании открылась выставка «Древности Геркуланума» — первая крупная выставка в отреставрированных помещениях Главного штаба[35].
- Музей Императорского фарфорового завода
- Реставрационно-хранительский центр «Старая Деревня» — фондохранилище в Старой Деревне
- Здание биржи на Васильевском острове — музей русской гвардии и геральдики; закрыто на реставрацию, завершить которую планировалось в 2021 году[36].

## Руководители
- до 1863 — под личным управлением императора, главы отделений: Флориан Жиль и Фёдор Бруни
- 1863—1878 — Степан Гедеонов
- 1879—1888 — Александр Васильчиков
- 1888—1899 — Сергей Трубецкой
- 1899—1909 — Иван Всеволожский
- 1909—1918 — Дмитрий Толстой
- 1918—1927 — Сергей Тройницкий
- 1927 — февраль 1928 — Оскар Вальдгауэр (и. о.)
- февраль 1928 — ноябрь 1928 — Герман Лазарис (и. о.)
- декабрь 1928 — август 1929 — Павел Кларк
- март 1929 — март 1930 — Владимир Забрежнев (и. о.)
- март 1930—1930 — Леонид Оболенский
- 1930—1934 — Борис Легран
- 1934—1951 — Иосиф Орбели, в 1942 - 1943 гг. и. о. директора — Михаил Доброклонский
- 1951—1964 — Михаил Артамонов
- 1964—1990 — Борис Пиотровский
- 1990—1992 — Виталий Суслов
- с 1992 — Михаил Пиотровский

В марте 2020 года постановлением правительства РФ утверждены изменения в устав музея, в соответствии с которыми в Государственном Эрмитаже наряду с должностью генерального директора вводится должность президента.

## Служба волонтёров
В Государственном Эрмитаже существует Служба волонтёров, которая объединяет людей разных профессий в их стремлении помочь музею. Деятельность Службы направлена на помощь отделам музея и реализацию собственных проектов, посвящённых воспитанию чувства ответственности за сохранение культурного наследия России. В сотрудничестве с научными отделами Государственного Эрмитажа, а также Школьным и Молодёжным центрами, Службой волонтёров разрабатываются и проводятся тематические игры и конкурсы для детей и юношества.

## Представительства в других городах
В XXI веке музей стал открывать представительства за рубежом. Сначала в 2000 году в лондонском Сомерсет-Хаусе открылись «Эрмитажные комнаты», затем в 2001 году в Лас-Вегасе в музее Соломона Гуггенхайма. Однако оба были закрыты в 2007 и 2008 годах, соответственно. Научный и культурный центр «Эрмитаж-Италия» был открыт в 2007 году в Ферраре с целью осуществления совместной научной работы по изучению коллекций итальянского искусства и российско-итальянских культурных связей. С 2013 года центр «Эрмитаж-Италия» находится в Венеции: в его пользование были переданы помещения на площади Святого Марка в здании Старых Прокураций.
Эрмитаж Амстердам (нидерл. Hermitage Amsterdam) или Эрмитаж на Амстеле (нидерл. Hermitage aan de Amstel) — выставочный центр Эрмитажа на реке Амстел в Амстердаме. Возник в феврале 2004 года в виде небольшого музея в пристройке, выходящей на канал Ниуве-Херенграхт, но в результате проведённой с марта 2007 года по июнь 2009 года реконструкция всего здания Амстелхоф под нужды музея, экспозиционные площади достигли 4000 м². Музей был полностью реконструирован и официально открыт 19 июня 2009 года королевой Беатрикс и президентом России Дмитрием Медведевым. С 20 июня музей открыт для общественности.
Деньги на реконструкцию Амстелхофа (39,5 миллиона евро) выделили правительство Нидерландов, мэрия Амстердама, правительство провинции Северная Голландия и фонд «Giro Loterij».

### Казань
Открытие первого в России выставочного центра музея было приурочено к 1000-летию Казани и состоялось 23 августа 2005 года. Директор Государственного Эрмитажа Михаил Пиотровский прочёл публичную лекцию на церемонии открытия и представил первую выставку: «Золотая Орда. История и культура».
Центр «Эрмитаж-Казань» располагается в здании бывшего юнкерского училища на территории Казанского кремля. Новый музейный центр занимает около тысячи квадратных метров площади, включая выставочные и служебные площади.

### Выборг
В июне 2010 года в модернистском здании бывшего художественного музея города Выборга открылся Центр «Эрмитаж-Выборг». Здесь ежегодно проходят 2-3 выставки произведений из собрания Государственного Эрмитажа. Первая выставка была посвящена правлению Екатерины II.

### Омск
Открытие Центра «Эрмитаж-Сибирь» в Омске было запланировано на 2016 год в честь 300-летнего юбилея города. В здании, которое до революции принадлежало страховому обществу «Саламандра» и является памятником архитектуры по адресу Музейная улица, дом 4, центр стал третьим корпусом Музея имени М. А. Врубеля. Срок открытия Центра перенесён на 2019 год. С 8 ноября 2019 года «Эрмитаж-Сибирь» открыт для посетителей. Выставки из коллекции Государственного Эрмитажа проходят в двух залах на четвёртом этаже здания. К открытию очередной выставки приурочена ежегодная программа мероприятий «Дни Эрмитажа в Омске», включающая помимо открытия выставки, реставрационный семинар и просветительскую часть.

### Екатеринбург
В 2021 году в Екатеринбурге открылся «Эрмитаж-Урал». Соглашение о создании нового культурного центра подписано в сентябре 2014 года. Три-четыре раза в год в нём будут выставляться экспонаты из фондов хранилищ Эрмитажа. Помещение расположилось в здании на Вайнера, 11, где до реконструкции располагался филиал городского Музея изобразительных искусств, с прибавлением здания фондохранилища.

### Оренбург
В Оренбурге культурный центр «Эрмитаж-Евразия» открылся в 2024 году в здании Оренбургского областного музея изобразительных искусств по адресу улица Правды, дом 8. Центр включает в себя два выставочных зала для размещения сменных выставок Государственного Эрмитажа и единственную в мире Яшмовую комнату из орской яшмы. Также в музее расположена публичная библиотека искусств и мемориальная экспозиция «Династия Пиотровских в Оренбурге». Каждый год в центре «Эрмитаж-Евразия» будут проходить Дни Эрмитажа. Первой выставкой в центре стала экспозиция «Карл Брюллов и его эпоха» из коллекции Государственного Эрмитажа.

## Документальные фильмы
- «Взгляните на лицо». — СССР, Реж. Павел Коган, сценарист С. Соловьёв, оператор П. Мостовой, Ленинградская студия кинохроники, 1966 г.
- «Ночной Эрмитаж». Лентелефильм, 1989 г.
- «Эрмитаж. Путешествие во времени и пространстве» Россия 2004 г. режиссёр Владимир Птащенко
- «Покушение на Данаю». — Россия, 2006 г.
- «Продать Эрмитаж. Как уходили шедевры». — Россия, 2008 г.
- «Шедевры Эрмитажа» 6 серий, Россия 2008 г. Режиссёр Владимир Птащенко
- «Эрмитаж — 250». Авторская программа Михаила Пиотровского. — Россия, 2013 г.

## Нумизматика
В 2014 году Банком России выпущены две серебряные монеты номиналом 3 и 25 рублей, посвящённые 250-летию приобретения собрания Гоцковского.
- 250-летие основания Государственного Эрмитажа. Монета Банка России, серебро, 3 рубля, 2014 год
- 250-летие основания Государственного Эрмитажа. Монета Банка России, серебро, 25 рублей, 2014 год